# Max Tau
Max Tau (Bytom, 19 gennaio 1897 – Oslo, 13 marzo 1976) è stato uno scrittore e editore tedesco.

## Biografia
Nacque a Bytom da una famiglia ebraica pesantemente influenzata dall'illuminazione ebraica. Studiò letteratura, storia dell'arte, filosofia e psicologia nelle università di Berlino, Amburgo e Kiel.  Conseguito il dottorato all'Università di Kiel, difendendo una tesi sullo scrittore tedesco Theodor Fontane. Fu notato per il suo contributo alla promozione dello scambio letterario tra Germania e Norvegia, specialmente nel contesto della riconciliazione dopo la seconda guerra mondiale.

## Premi
- 1950 Premio internazionale per la pace degli editori tedeschi
- 1965 Premio Nelly Sachs
- 1970 Premio Sonning